# Keyboard Cat

Immagine stilizzata raffigurante il keyboard cat

Keyboard Cat è il nome dato a un meme di Internet. Trattasi di una serie di video umoristici che hanno per protagonisti dei gatti che indossano una maglietta e pigiano le zampe su una tastiera suonando un motivo allegro (queste vengono in realtà manipolate dal loro padrone Charlie Schmidt).

## Storia
Il primo video sul "keyboard cat" venne realizzato nel 1984 da Charlie Schmidt e vede come protagonista il suo gatto Fatso intento a "suonare" una tastiera; in realtà, le sue zampe venivano mosse dal suo proprietario. Il felino morì nel 1987. Nel 2007 il filmato venne caricato sul canale di Schmidt e visualizzato decine di milioni di volte.
Tuttavia, il fenomeno del Keyboard Cat esplose soltanto nel 2009, quando Schmidt caricò su Youtube un simile filmato in cui però il protagonista è un altro gatto, di nome Bento. Nonostante il minore numero di visualizzazioni, questo video andò oltre i confini di Internet e apparve in altri media, come per esempio in uno spot della Wonderful Pistachios trasmesso durante la World Series 2010. Bento morì nel 2018. Nel 2019 Schmidt caricò un terzo video in cui a "suonare" la tastiera è un altro suo gatto di nome Skinny.